# Regenrückhalteanlage
Eine Regenrückhalteanlage (RRA) ist eine Anlage zur Speicherung von Regen- oder Mischwasser.
Sie kann in Erd- und Betonbauweise errichtet sein. Vorteile der Erdbauweise sind die geringeren Baukosten und die mögliche naturnahe Gestaltung. Vorteil der Betonbauweise ist der geringere Platzbedarf; das Becken kann auch unterirdisch errichtet werden.
Bis 1999 wurden über 20.000 Regenrückhalteanlagen und Regenwasserbehandlungsanlagen in Deutschland gebaut.
Übliche Bauweisen sind:
- Regenrückhaltebecken
- Regenrückhaltegraben
- Regenrückhaltekanal
- Regenrückstaubecken
- Regenstaukanal
- Regenzyklonbecken